# Mount Sterling (Ohio)
Mount Sterling è un villaggio degli Stati Uniti d'America, situato nello stato dell'Ohio, nella contea di Madison.